# Mary Del Priore
Mary Lucy Murray Del Priore (Rio de Janeiro, 17 de outubro de 1952) é uma historiadora, escritora e professora brasileira.

## Biografia
Especialista em História do Brasil, Mary Del Priore concluiu o doutorado em História Social na Universidade de São Paulo (USP) e o pós-doutorado na Ecole des Hautes Etudes en Sciences Sociales, na França. Lecionou História em várias universidades brasileiras, como a Universidade de São Paulo, a Pontifícia Universidade Católica do Rio de Janeiro (PUC-RJ), e a Universidade Salgado de Oliveira (UNIVERSO). É colaboradora de periódicos nacionais e internacionais, científicos ou não.
Escreveu, organizou ou colaborou em várias publicações, sendo laureada com prêmios e títulos, como o Prêmio Casa Grande & Senzala, outorgado pela Fundação Joaquim Nabuco e o Prêmio Jabuti, da Câmara Brasileira do Livro.
Em 9 de março de 2022, foi eleita para ocupar a Cadeira 39 da Academia Paulista de Letras, na sucessão de Ruy Ohtake.

## Prêmios[2]
- Prêmio Fundação Biblioteca Nacional 2009 pela obra Condessa de Barral;
- Prêmio APCA 2008 pela obra O Príncipe Maldito;
- Prêmio Themis CCJF (2004);
- Prêmio Casa Grande e Senzala (2000);
- Prêmio Personalidade Cultural do Ano (1998);
- Prêmio Casa Grande e Senzala (1998);
- Prêmio Manoel Bonfim (1998);
- Prêmio da União Brasileira de Escritores (1998);
- Prêmio Jabuti (1998) em duas categorias;
- Prêmio do Ministério dos Negócios Estrangeiros do Governo da França e da Organização dos Estados Americanos (1992).

## Obra
Lista de algumas publicações importantes da autora:
- Histórias da Gente Brasileira, Vol. 4: República - Memórias (1951-2000), Editora LeYa, 2018.
- Histórias da Gente Brasileira, Vol. 3: República - Memórias (1889-1950), Editora LeYa, 2017.
- Histórias da Gente Brasileira, Vol. 2: Império, Editora LeYa, 2016.
- Histórias da Gente Brasileira, Vol. 1: Colônia, Editora LeYa, 2016.
- Beije-me onde o Sol não alcança, Editora Planeta do Brasil, 2015.
- Do Outro Lado - A História do Sobrenatural e do Espiritismo, Editora Planeta do Brasil, 2014.
- O Castelo de Papel. Rio de Janeiro: Editora Rocco, 2013.
- A Carne e o Sangue. A Imperatriz D. Leopoldina, D. Pedro I e Domitila, a Marquesa de Santos. Rio de Janeiro: Editora Rocco, 2012.
- Histórias Íntimas. Sexualidade e Erotismo na História do Brasil. São Paulo: Editora Planeta, 2011.
- Matar para não morrer. A morte de Euclides da Cunha e a noite sem fim de Dilermando de Assis. Rio de Janeiro: Objetiva, 2009.
- Condessa de Barral, a paixão do Imperador. Rio de Janeiro: Objetiva, 2008.
- O príncipe maldito. Rio de Janeiro: Objetiva, 2007.
- História do Amor no Brasil. São Paulo: Contexto, 2005.
- História das mulheres no Brasil. São Paulo: Contexto, 1997.
- Festas e utopias no Brasil colonial. São Paulo: Brasiliense, 1994.
- História da Criança no Brasil. São Paulo: Contexto, 1991.